# Фискальные марки Трансвааля
Фискальные марки Трансвааля — выпускавшиеся в Южно-Африканской Республике (Zuid Afrikaansche Republiek, ZAR), позже известной как Трансвааль, фискальные марки, которые предназначены для оплаты различных государственных сборов, налогов, пошлин. С 1875 года примерно до 1950 года были выпущены несколько различных фискальных марок для разных налогов.

## Первая республика (1875—1877)
Первые фискальные марки Южно-Африканской Республики (Трансвааль) были эмитированы в виде марок с изображением цифр и с надписью нидерл. ZEGELREGT (Гербовый сбор) в 1875 году. Была выпущена серия из 9 марок номиналом от 6 пенсов до 5 фунтов стерлингов, без зубцов. В 1876 году была выпущена тиснёная (рельефная) марка номиналом 1 пенни для чеков.

## Первая британская оккупация (1877—1884)
После перехода Южно-Африканской Республики под сюзеренитет Великобритании в 1877 году на фискальных марках Южно-Африканской Республики (Трансвааль) была сделана надпечатка англ. «VR TRANSVAAL» (Королева Виктория. Трансвааль). В 1878 году их заменил выпуск с изображением королевы Виктории, который оставался в обращении до 1884 года.

## Вторая республика (1886—1894)
Первые выпуски Второй республики были похожи на выпуски 1875 года, но с зубцовкой. В 1886 году их заменили марки с рисунком в виде цифр, которые использовались до Второй англо-бурской войны. В период с 1893 года по 1894 год были выпущены различные крупноформатные марки для оплаты таможенного сбора (англ. Customs Frank Fee) — сбора, взимавшегося таможней за беспошлинный ввоз товаров. Эти марки довольно редки и пользуются популярностью у коллекционеров.

### Новая Республика
Новая Республика (Ниёве Републик) была недолговечной бурской республикой, существовавшей с 1884 года по 1888 год, которая после этого вошла в состав Южно-Африканской Республики (Трансвааль). В фискальных целях использовались почтовые марки, но в 1886 году была выпущена марка номиналом 15 фунтов стерлингов того же рисунка, что и почтовые марки, но предназначенная исключительно для фискального обращения. Были напечатаны всего три экземпляра, один из которых сохранился до наших дней. Это один из величайших раритетов филателии «ревеню» Британской империи.

## Вторая британская оккупация (1900—1908)
В 1900 году выпуски с рисунками в виде цифр 1886 года были выпущены с оттиском резиновым штампом текста англ. «V.R.I.» (Виктория, королева и императрица) или с дополнительной надпечаткой нового тарифа в Зерюсте. Годом позже на них была сделана надпечатка «V.R.I.», а в 1902 году на различных фискальных марках Капской колонии была сделана надпечатка «TRANSVAAL» (Трансвааль). Позже в том же году вышла марка нового рисунка с изображением Эдуарда VII.
В 1901 году на почтовых марках Южно-Африканской Республики (Трансвааля) была сделана надпечатка англ. «E.R.I. PASS» и нового номинала для уплаты сбора за паспорта местных рабочих. Годом позже на почтовых и фискальных марках с изображением Эдуарда VII была сделана надпечатка англ. «PASS» (Паспорт) с той же целью. В 1903 году на фискальных марках также была сделана надпечатка ведомственной контрольной печатью англ. «REFUGEES AID DEPARTMENT COMPENSATION» (Компенсация департамента помощи беженцам). Наконец, в 1908 году на почтовых марках Трансвааля с изображением Эдуарда VII была сделана надпечатка англ. «CUSTOMS DUTY» (Таможенная пошлина) для уплаты налога на ввозимую печатную продукцию. Известны два типа надпечатки, которые делались на марках номиналам от 1 пенни до 6 пенсов.

## Провинция ЮАР (1913-ок.1950)
В 1913 году на колониальных фискальных выпусках была сделана надпечатка англ. «PENALTY» (Штраф) для уплаты сбора за просрочку уплаты пошлин. Позднее в том же году их заменили южноафриканские штрафные марки.
Около 1940 года была выпущена фискальная марка с изображением герба ЮАР для уплаты налога на развлечения для билетов в театр или на концерт. Примерно в 1950 году её заменила марка с рисунком в виде цифр.
Также около 1940 года была выпущена марка с надписью англ. «Furniture Workers» (Работники мебельной промышленности).

## Иностранные надпечатки
На фискальных марках Трансвааля также делались надпечатки для обращения в протекторате Бечуаналенд (1904—1910) и в Свазиленде (1904—1913).